# Частуха ланцетна
Частуха ланцетна (Alisma lanceolatum) — вид трав'янистих водних рослин родини частухові (Alismataceae), поширений у Європі, Північній Африці та західній і центральній Азії.

## Опис
Багаторічна рослина 10–100 см заввишки. Листки лінійні або ланцетні, клиноподібно звужуються до черешкам. Внутрішні пелюстки оцвітини з загостреними верхівками, рожеві. Бульби 1–2 см в діаметрі. Листові пластини широко ланцетні або еліптичні, 9–13 × 2.5–5 см, іноді більші, 5–7-жильні, основа клиноподібна, верхівка від гострої до загостреної. Волоть 15–45 см. Квітоніжка 1.5–2.5 см. Чашолистки широко яйцеподібні, 1.5–3.2 × 2–2.5 мм. Пелюстки білі або рожеві, субкулясті, більші, ніж чашолистки, 4–6.5 мм. Пиляки еліптичні або довгасті, 1–1.2 мм. Сім'янка яйцеподібна розширена до верхівки, 1.6–2(3) мм. Квітне й плодоносить у червні — вересні. 2n = 24, 26, 28.

## Поширення
Європа: майже вся територія, крім півночі й Балкан; Північна Африка: Алжир, Марокко, Туніс, Острови Мадейра, Канарські острови, можливо, Азорські острови; Азія: Афганістан, Кіпр, Іран, Ірак, Ізраїль, Йорданія, Ліван, Сирія, Туреччина, Азербайджан, Казахстан, Таджикистан, Узбекистан, Китай [Синьцзян]; натуралізований у деяких інших країнах.
Може займати найрізноманітніші середовища, особливо в південній Європі, такі як болота, канали, канави та околиці ставків та озер. Вид також відомий як бур'ян на полях рису в Ірані
В Україні зростає на берегах водойм, на заболочених лугах — на всій території.

## Охорона
Alisma lanceolatum класифікується як вимерлий в Естонії та вразливий у Швейцарії. Для цього виду не існує жодних заходів збереження. Як досить поширений вид на Східному Середземномор'ї, здається, що в цій частині свого діапазону не потрібні жодні особливі засоби збереження.

## Галерея

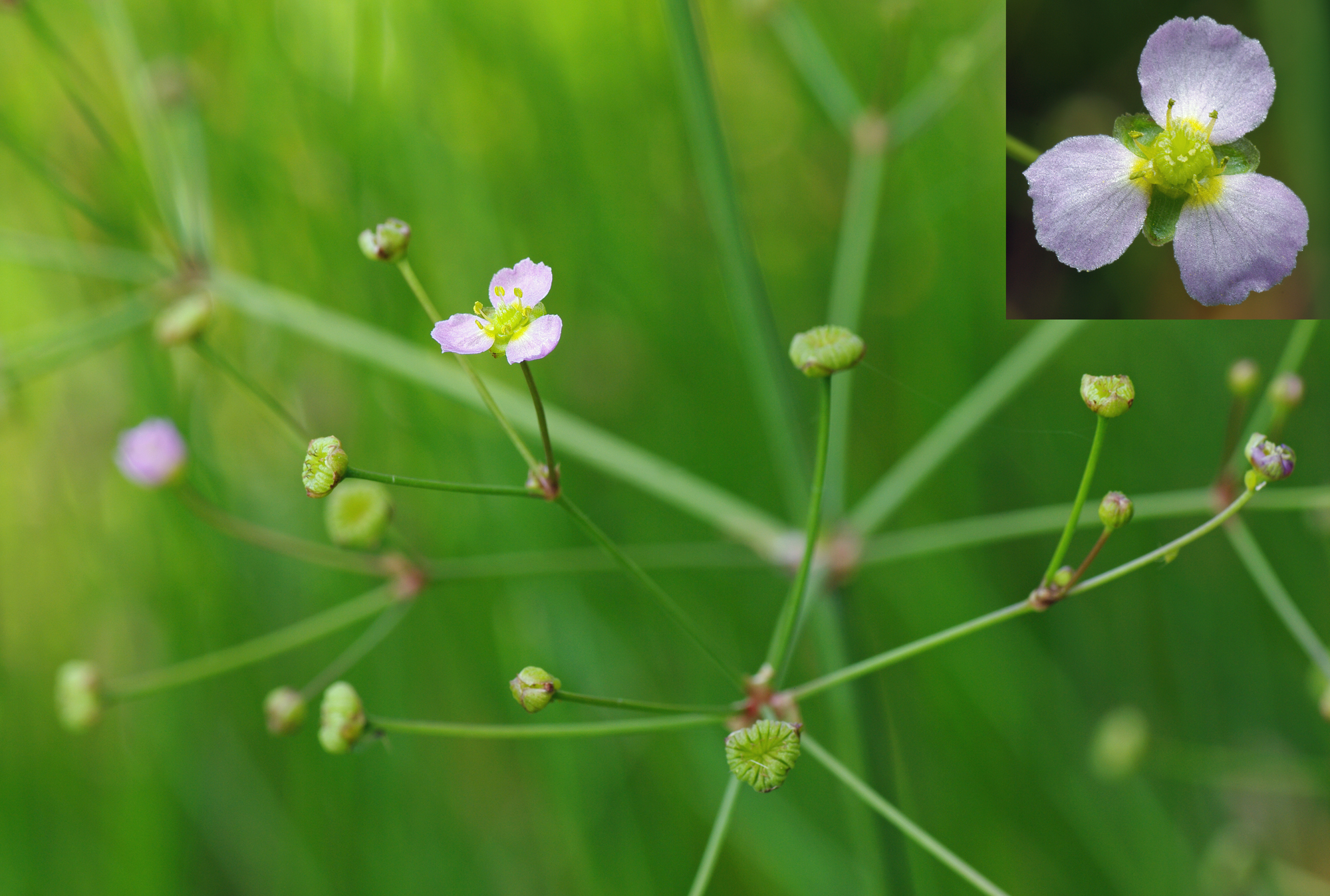
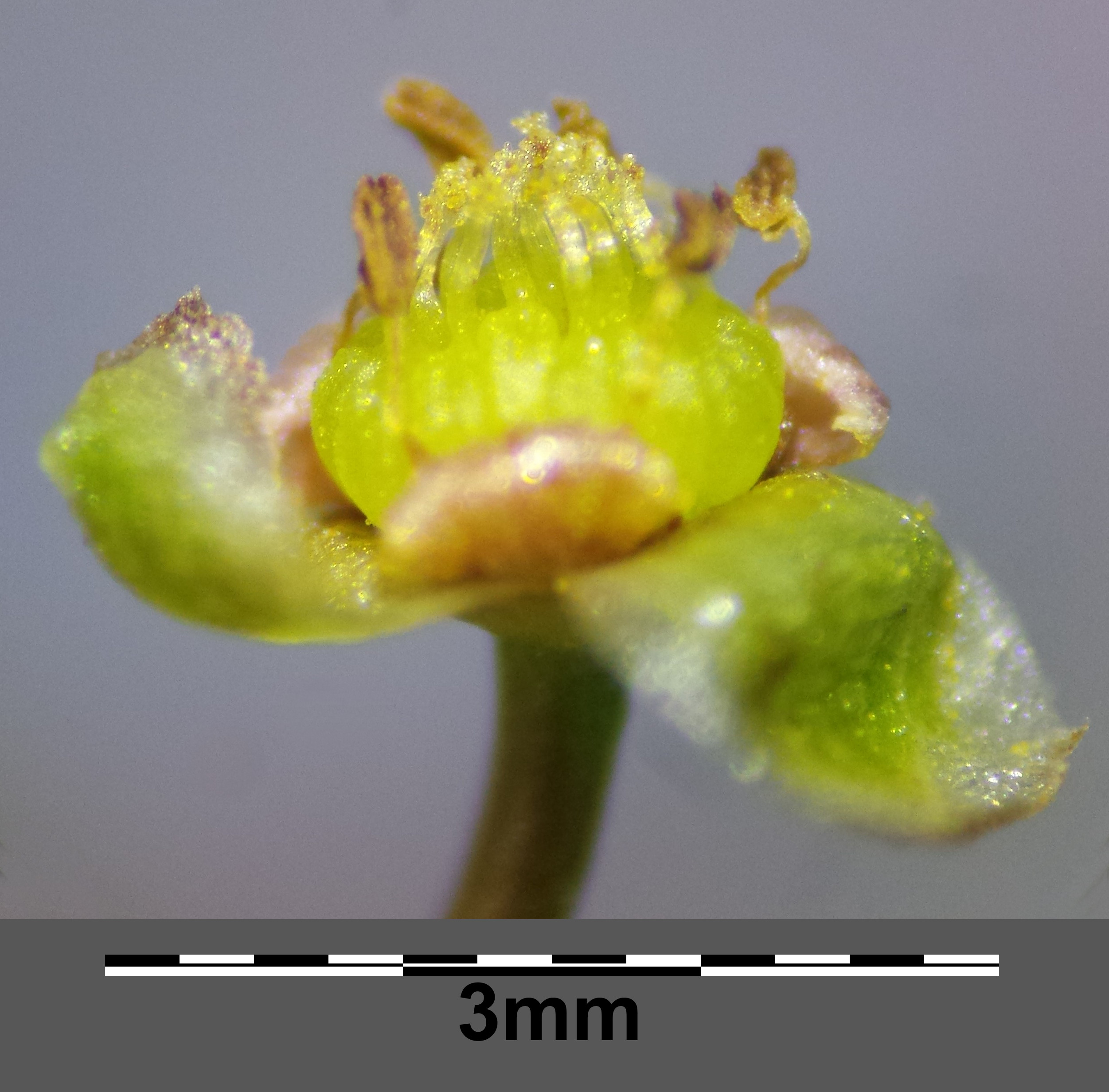
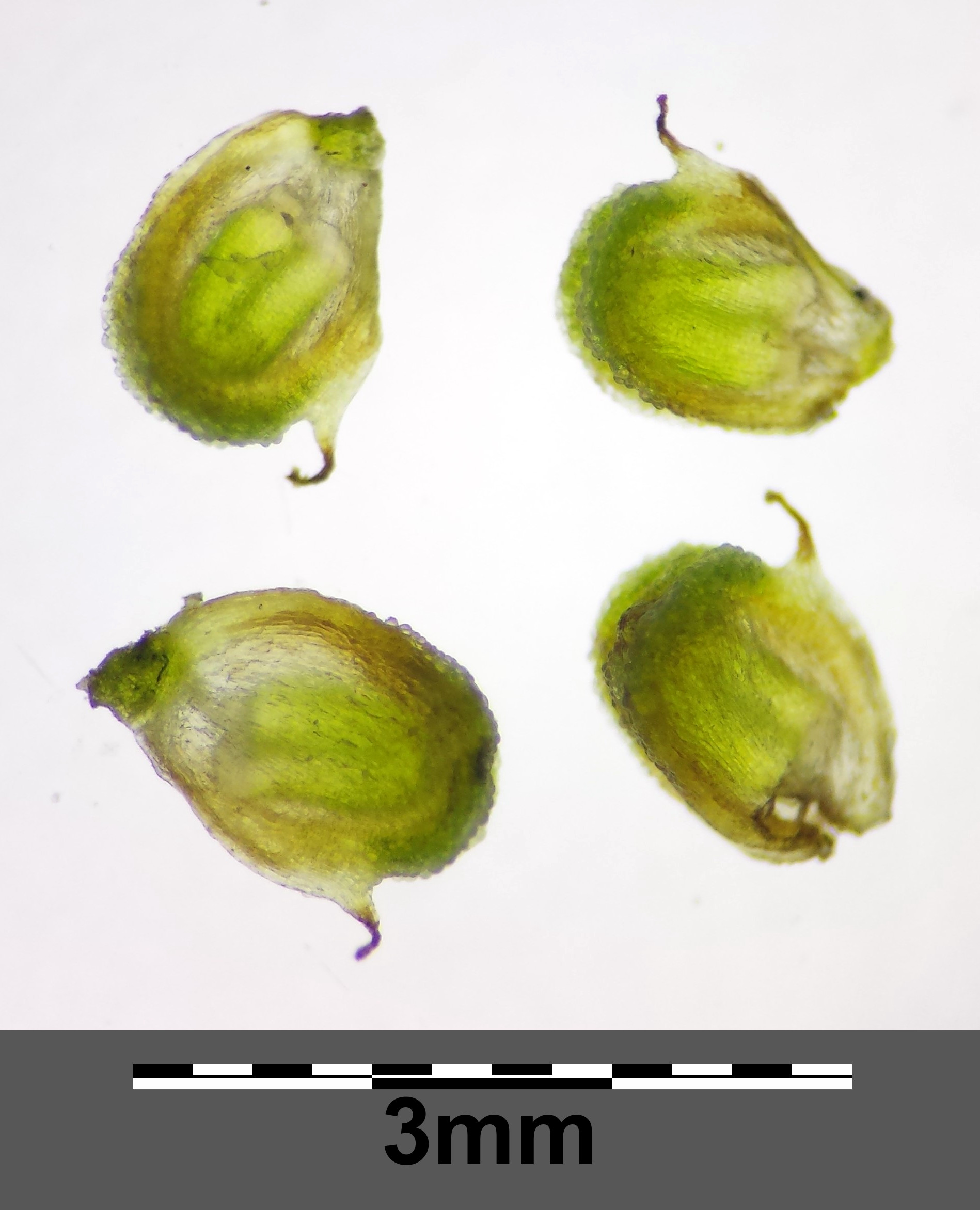